# Nike Air Force
Nike Air Force — модельний ряд спортивного взуття компанії Nike. Було створений дизайнером Брюсом Кілгором і було першим баскетбольним взуттям, в якому використовувалася технологія Nike "Air". Взуття пропонується в низьких, середніх і високих стилях.

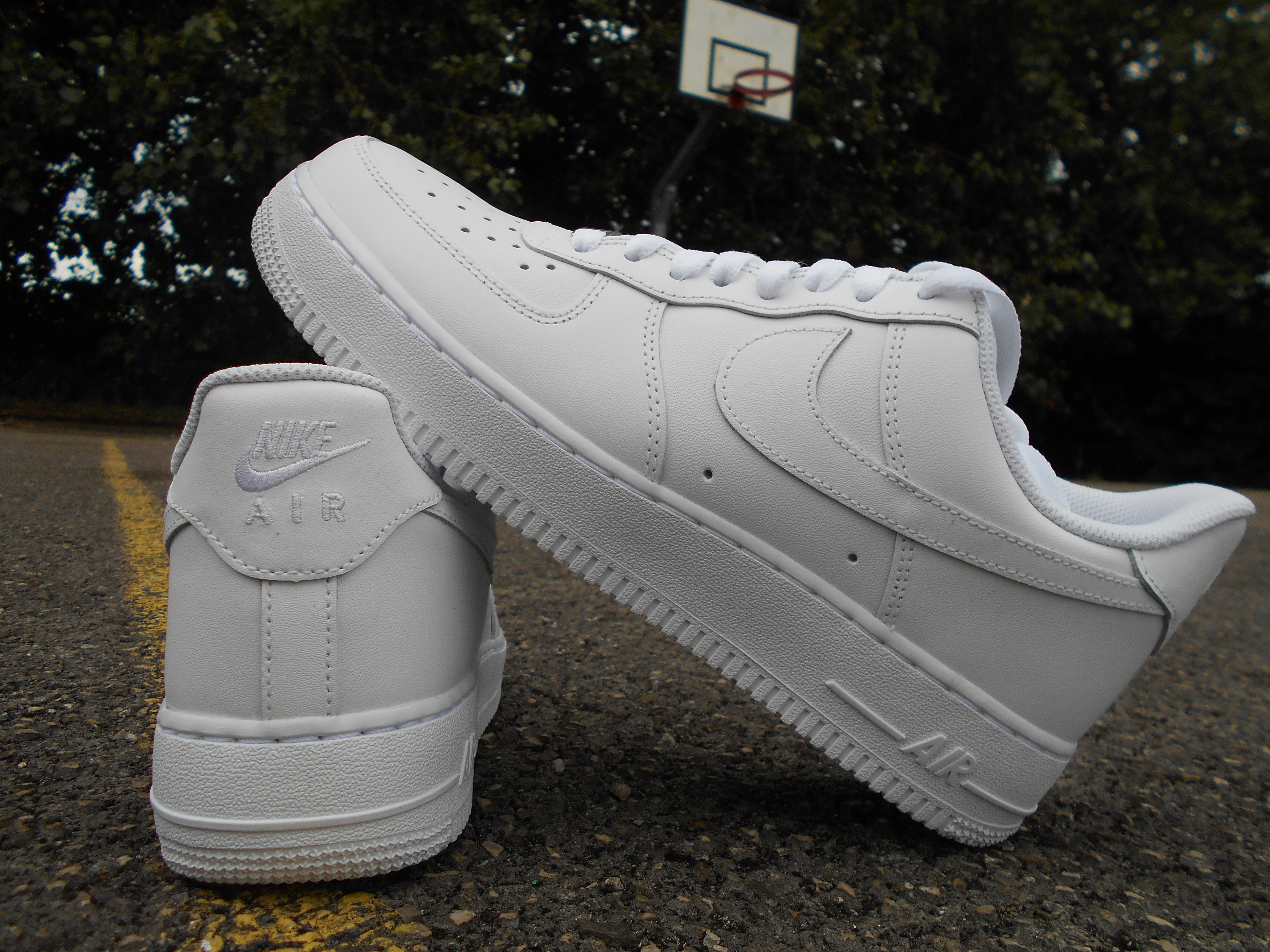
Nike Air Force 1 з низьким верхом

## Опис
Взуття продається в 3 різних стилях: низькому, середньому та високому. Середня частина оснащена ремінцем. Високоякісні Air Force 1s оснащені ремінцем на липучці. Ремінь на зовнішній частині кріпиться липучкою, а на внутрішній, верхній частині є рухомим або знімним у деяких версіях. Незважаючи на те, що взуття доступне в різних кольорах і колірних схемах, найпоширеніші Air Force 1 продаються суцільно білі (також називаються «білим на білому»), а другим за поширеністю є суцільно чорні («чорне на чорному»). Іншою характерною рисою кросівок Air Force 1 є невеликий медальйон, прикріплений до нижньої частини шнурків, з отворами з обох боків, щоб його можна було зняти, зсунувши зі шнурка. На медальйоні вигравіруваний напис «AF-1» з роком «82», який історично мав сріблястий колір.
Nike Air Force 1 були розроблені Брюсом Кілгором у 1982 році. Назва є посиланням на Air Force One, літак, який перевозить президента Сполучених Штатів. Кросівки Nike Air Force 1 були всюдисущі в Гарлемі, Нью-Йорк, що призвело до прізвиська «Аптауни».